# Bastilla duplicata
Bastilla duplicata là một loài bướm đêm thuộc họ Erebidae. Nó là loài đặc hữu của Fiji.